# Mravenečník (Hrubý Jeseník)
Mravenečník (německy Ameisehübel či Brünnlberg) je 1344 m vysoký vrchol v pradědské části Hrubého Jeseníku, na stejnojmenné rozsoše vybíhající z hlavního hřebene k západu, s malou holí na vrcholu. Název pravděpodobně vznikl zkomoleným zpětným překladem z němčiny (Am eisen Berg = železná hora, Amaisenberg = mravenčí hora).
Na severním hřebeni pod vrcholem (Medvědí hora) byla v roce 1991 vybudována větrná elektrárna se třemi tubusy o výšce od 38 do 42 metrů s délkou listů vrtulí 12, 15 a 21 metrů. Stavba je povolená jako dočasná do konce roku 2018; vlastník chtěl tyto tubusy nahradit novými, tento projekt však nebyl schválen.
Na horu nevedou žádné turistické cesty, je však volně přístupná ze silnice vedoucí z Loučné nad Desnou k horní nádrži přečerpávací elektrárny na Dlouhých stráních.

### Externí odkazy

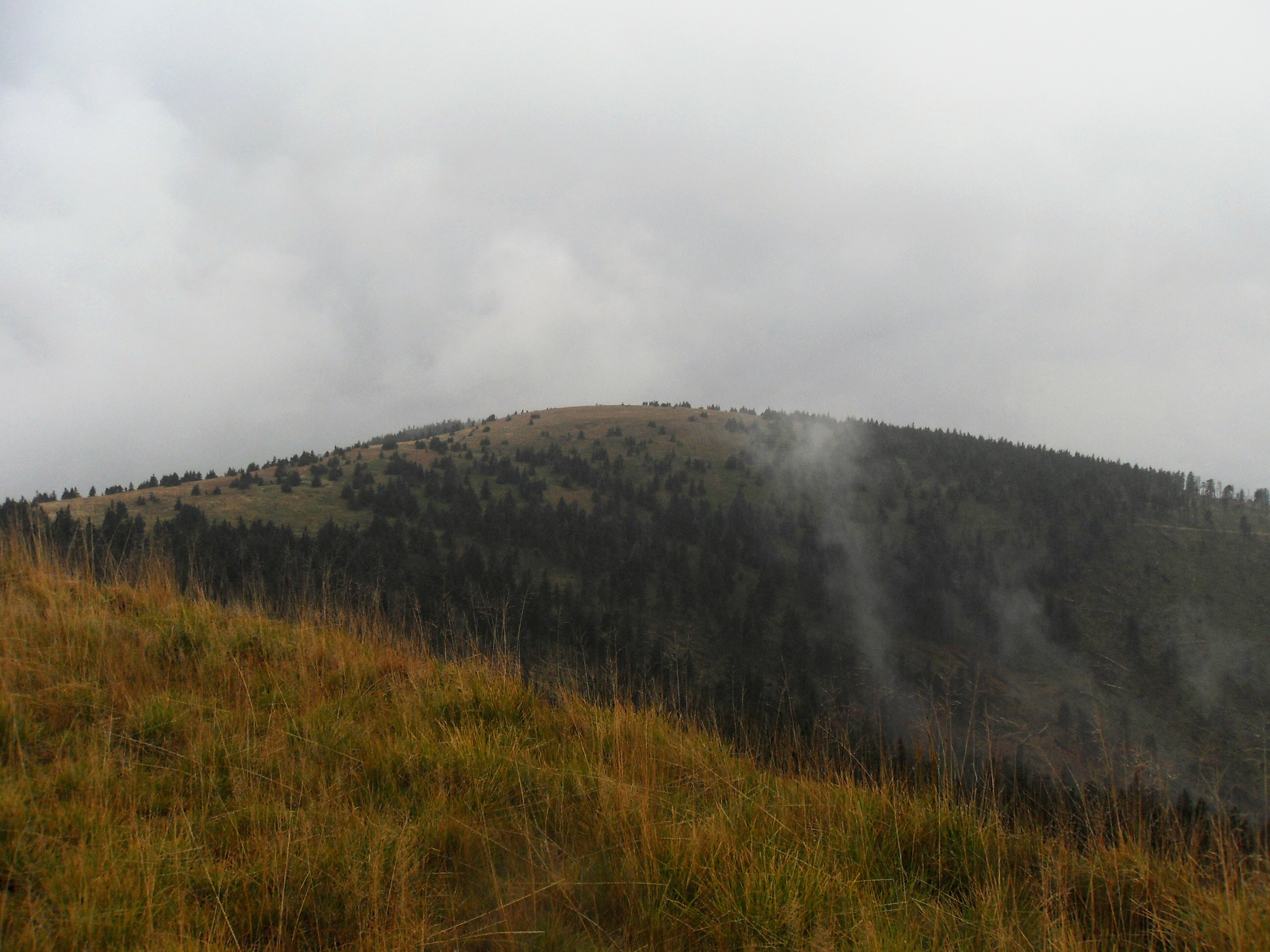
Vrchol Mravenečníku z hráze horní nádrže elektrárny Dlouhé stráně